# Gamla järnvägsbron, Ronneby
Gamla järnvägsbron i centrala Ronneby är en fackverksbro som spänner över Ronnebyån och som är konstruerad i ett bultat och nitat fackverk av stål. Bron har som namnet antyder tidigare varit en järnvägsbro för Blekinge kustbana vid den tid då järnvägen fortfarande var smalspårig. På 1950-talet flyttades järnvägsspåret efter att ha löpt utmed Strandgatan på Ronnebyåns östra sida till att helt ligga på åns västra sida. Detta innebar att järnvägsbron inte längre behövdes för spårtrafiken och kom istället att användas som gångbro efter att ha försetts med en gångyta av plank. Bron har under tidens gång underhållits och behållit sin grönmålade kulör och ingår i ett gångstråk längs Ronnebyån som knyter samman stadens norra del med järnvägsstationen i stadens södra del, allt enligt Ronneby kommuns stadsmiljöprogram som också betonar kulören "Ronnebygrönt" vid underhåll och omarbetning av offentliga platser.

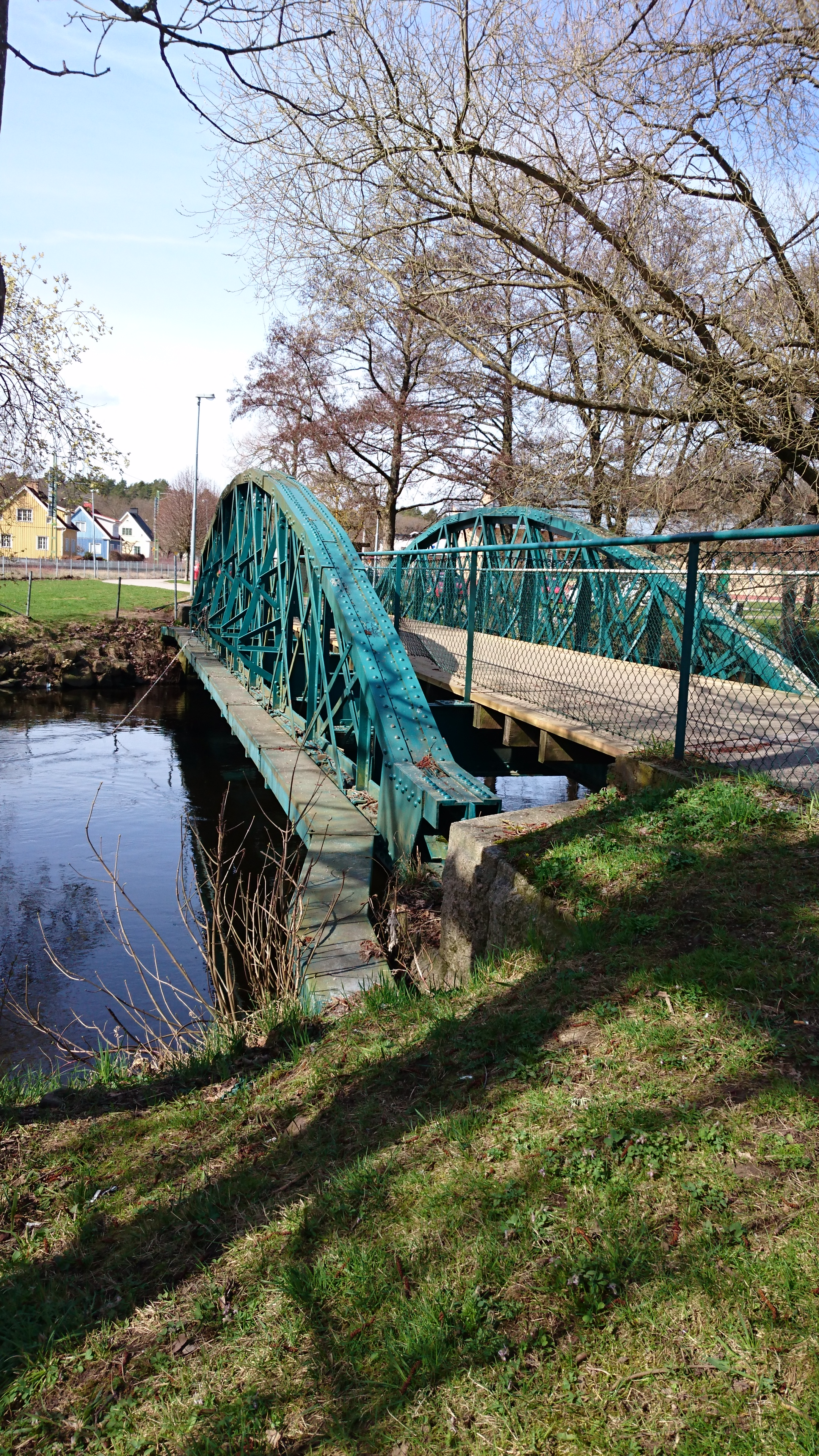
Gamla järnvägsbron i Ronneby 2017.